# Wheels Up
Wheels Up je treći miksani album repera Kid Inka koji je objavljen 10. listopada 2011. godine. Objavio ga je preko svoje diskografske kuće Tha Alumni Music Group kao besplatni download. Na albumu gostuju izvođači kao što su Tyga, Nipsey Hussle, Travis Porter i 2 Chainz, te producenti kao što su Cardiak, Hit-Boy i Lex Luger.
Album je u svom prvom tjednu preuzet s interneta duplo više puta od prethodna dva albuma. Kid Ink je objavio pet spotova za pjesme "No Sticks No Seeds", "Get Mine", "What I Do", "Never Change" i "Tuna Roll".

## Popis pjesama
| Br. | Skladba                                   | Producent                    | Trajanje |
| --- | ----------------------------------------- | ---------------------------- | -------- |
| 1.  | »Get Mine« (featuring Nipsey Hussle)      | Megaman                      | 4:23     |
| 2.  | »What I Do«                               | T-Nyce                       | 3:10     |
| 3.  | »No Sticks No Seeds«                      | Kountdown, SDot Fire         | 3:33     |
| 4.  | »Like a G« (featuring Travis Porter)      | KE                           | 3:32     |
| 5.  | »Stop« (featuring Tyga & 2 Chainz)        | Prince, Southside, Lex Luger | 4:23     |
| 6.  | »Never Change«                            | Sonny Digital                | 3:37     |
| 7.  | »Here We Go«                              | Cardiak                      | 3:32     |
| 8.  | »Break It Down«                           | Nard N B                     | 4:06     |
| 9.  | »Cruise Control« (featuring J. Valentine) | The Arsenals                 | 4:09     |
| 10. | »Rockin'«                                 | Ayo                          | 3:36     |
| 11. | »Tuna Roll«                               | Young Jerz                   | 3:45     |
| 12. | »Whoopi«                                  | Kountdown, Ayo               | 3:41     |
| 13. | »Aw Yeah«                                 | T-Nyce                       | 3:19     |
| 14. | »On My Own« (featuring Sterling Simms)    | Hit-Boy                      | 3:23     |
| 15. | »Love Ya«                                 | Megaman                      | 3:26     |
| 16. | »Top Of the World«                        | Purps                        | 3:51     |